# Alternative Press Music Award for Best Music Video
Der Alternative Press Music Award for Best Music Video, auf Deutsch „Alternative Press Music Award für das beste Musikvideo“ ist ein Musikpreis, der seit 2015 bei den jährlich stattfindenden Alternative Press Music Awards verliehen wird. Ausgezeichnet werden Künstler, die nach Meinung der Leser des Alternative Press das beste Musikvideo im vorangegangenen Kalenderjahr veröffentlicht haben. Bisher erhielten zwei Künstler jeweils eine Auszeichnung in dieser Kategorie.

## Hintergrund
Am 24. April 2014 verkündete das US-amerikanische Musikmagazin Alternative Press, welches sich auf Punk, Hardcore und deren Subgenres spezialisiert hat, die erstmalige Verleihung der Alternative Press Music Awards. Begründet wurde dies damit, „dass das Alternative Press bereits seit 30 Jahren die führende Stimme in dieser Musik und dem Lebensstil sei und man nun endlich eine Nacht habe, um diesen zu zelebrieren.“
Die erste Awardverleihung fand am 21. Juli 2014 im Rock and Roll Hall of Fame Museum in Cleveland, Ohio statt. Die Leser des Musikmagazins konnten zunächst in zwölf Kategorien für ihre Favoriten stimmen, welche zuvor vom Magazin nominiert wurden. Die Kategorie für das Beste Musikvideo wurde allerdings erst bei der zweiten Preisverleihung eingeführt, zusammen mit dem Preis für das Beste Underground-Band und dem Fandom-of-the-Year-Award. Im ersten Jahr gewann die britische Metalcore-Band Bring Me the Horizon diese Auszeichnung für ihr Video zum Lied Drown. Bei der zweiten Vergabe erhielt das inzwischen zum Solo-Projekt des US-amerikanischen Sängers Brendon Urie gewandelte Panic! at the Disco die Ehrung in dieser Kategorie für Emperor's New Clothes.

## Statistik
Die Auszeichnung ging bisher bei zwei Verleihungen an zwei verschiedene Künstler. Der erste Preisträger, Bring Me the Horizon, kommt aus dem Vereinigten Königreich und ist somit die erste nicht-amerikanische Band, die den Preis gewinnen konnte. Panic! at the Disco, der zweite Gewinnert, kommt aus den Vereinigten Staaten.

## Gewinner und Nominierte Künstler

### Seit 2015
| Jahr               | Künstler / Band      | Nationalität           | Werk                  | Weitere nominierte Künstler | Bilder der Künstler        |
| ------------------ | -------------------- | ---------------------- | --------------------- | --- | -------------------------- |
| 2015 22. Juli 2015 | Bring Me the Horizon | Vereinigtes Königreich | Drown                 | - A Day to Remember – End of Me - Fall Out Boy – Centuries - Modern Baseball – Your Graduation - PVRIS – St. Patrick - Set It Off! – Why Worry                        | Bring Me the Horizon, 2011 |
| 2016 18. Juli 2016 | Panic! at the Disco  | Vereinigte Staaten     | Emperor's New Clothes | - All Time Low – Something's Gotta Give - August Burns Red – Identity - State Champs – If I'm Lucky - The Wonder Years – Cardinals - twenty one pilots – Stressed Out | Panic! at the Disco, 2016  |
| 2017 17. Juli 2017 | State Champs         | Vereinigte Staaten     | Losing Myself         | - Highly Suspect – Bloodfeather - I See Stars – Calm Snow - Korn – Insane - Memphis May Fire – This Light I Hold - Sum 41 – Fake My Own Death                         |                            |